# José Menezes
José Menezes (Porto, 27 de Abril de 1957) é um saxofonista e professor português.

## Carreira
Em 1971 o texto de Jorge Lima Barreto na revista Mundo da Canção sobre o 1º CascaisJazz e onde descreve a actuação de Keith Jarrett como "uma cegonha em acto sexual" desperta-lhe o interesse pelo Jazz.
O primeiro contacto com o Jazz ao vivo acontece com o II Encontro de Nacional de Jazz do Porto (Faculdade de Economia do Porto, 1976)http://repositorio-tematico.up.pt/handle/10405/24717 f. Do cartaz faziam parte "Plexus", Rão Kyao, e Anar Band. Ficou para a história do (grupo e dos espectadores presentes) o lançamento para o palco de patos (vivos) por um grupo de espectadores mais interventivos.
Seguem-se os festivais de Jazz de Vila Real (Michel Roques, George Arvanitas, Jazz Workshop de Lyon) e Festival de Jazz de Espinho (1977 com Soft Machine, Rão Kyao solo absoluto, Cecil Taylor Unit, Buck Clayton.
No mesmo ano viaja ao festival de Jazz de Chateauvallon (Toulon, França) para assistir ao concerto de Pharoah Sanders. Objectivo gorado já que chega ao recinto do festival após o final do concerto.
Dos grupos portugueses da altura a preferência ia para "Trio Araripa", "Plexus" e "Zanarp" onde pontuava a sonoridade konitziana do saxofonista José Nogueira.
O interesse irreversível pelo Jazz leva-o a comprar um saxofone alto ("Castanheira & Guimarães") e a iniciar o estudo como autodidacta. As primeiras experiências musicais tem-nas com Rui Azul, Guilherme Eduardo, Mário Barreiros, Pedro Barreiros, Miguel Guerra, Pedro Abrunhosa e Eduardo Silva.
Inicia o estudo formal do instrumento na Escola de Música do Porto com o prof. Américo Aguiar de onde transita para o Conservatório de Música do Porto estudando com os professores Teresa Macedo, César de Morais e Costa Santos.
Integra a versão para "exportação" do grupo Mini-Pop, os "Tanga", grupo de curta duração.
Tem a primeira experiência profissional em 1981 integrando a Orquestra do Casino de Espinho onde trabalha com músicos como Alberto Jorge (contrabaixista), Carlos Machado e Paulino Garcia (piano), Joaquin Iglesias (guitarra), José Francisco (saxofone) e Luis Meireles (flauta)
A partir de 1981 lecciona (intermitentemente) Educação Musical no ensino oficial.
A primeira experiência como solista acontece com as peças "o Chacareiro Mágico" e "a Fábrica dos sons" de António Vitorino de Almeida na orquestra da RDP-Norte dirigida pelo compositor.
Forma com Joaquin Iglésias (guit),Miguel Guerra (bat) e Pedro Abrunhosa (cbx) o grupo "Banda de Bolso" com um repertório de standards de Jazz e temas de jazz contemporâneo. Este grupo tem uma duração de dois anos e leva à formação do sexteto "Jazz Express" com Telmo Marques (pn), Mário Barreiros (bat), Pedro Abrunhosa (cbx), Eduardo Santos ou Tomás Pimentel (trps) e Sávio Araújo (sax alto).
Integra os "Anima" de Manuel Beleza (pn) com Talaia (bat) e Firmino Neiva (baixo).
Foi um dos fundadores (1982?)-juntamente com Mário e Pedro Barreiros, Pedro Abrunhosa e Isabel Dantas - da Escola de Jazz do Porto onde leccionou Saxofone e Harmonia.
Aí toma contacto com músicos como Mário Laginha, Edgar Caramelo, Carlos Martins e Tomás Pimentel, elementos do recentemente formado Sexteto de Jazz de Lisboa.
Em 1988, funda, juntamente com José Nogueira, o "Quarteto de Saxofones do Porto", grupo que apontava para um caminho alternativo ao dos quartetos de saxofones tradicionais. A sua sonoridade foi influênciada pelos "World Saxophone Quartet" e pelos "S.O.S" de John Surman, Mike Osborn e Alan Skidmore.
Esse grupo integrava também Edgar Caramelo e José Francisco. O ponto mais alto (literalmente) da carreira deste grupo foi a abertura do grande comício final da campanha eleitoral do PS no Rossio em que os elementos do grupo foram içados para o alto de uma estrutura metálica montada no topo do Teatro D. Maria de onde executaram (no limite do equilíbrio) um tema de John Surman para abertura do comício. Para além deste momento (alto) o quarteto de Saxofones do Porto participou em vários festivais  como Festival de Sagres 1989, Almada 1989, 2.0 Ciclo de Jazz do Porto 1990, Lisboa em Jazz 1990, 2º Festival de Jazz Europeu do Porto, etc.
Actuou tamb+em á cidade francesa de Pau.
Integrou a "CoolJazz Orchestra" de Pedro Abrunhosa, o Decateto de Mário Laginha juntamente com José Nogueira, José Salgueiro, Mário Franco, Pedro Barreiros entre outros.
Integrou o "José Castro / Mário Franco Ensemble".
Acede ao circuito de estúdio e televisão gravando para a RTP-Porto com Paulino Garcia, integra bandas de programas da manhã. No advento dos talk shows na TV portuguesa integra esporadicamente a orquestra  de Joaquim Letria, Festival RTP da Canção, Gala RTP, Gala Globos de Ouro, etc.
É convidado para integrar a orquestra residente do talk show de Herman José onde permanece de 1993 até 2002.
Neste período toca com a Orquestra Regional do Norte, Ensemble de António Pinho Vargas e a Orquestra Nacional de Jazz.
Actua com os maestros António Vitorino de Almeida, Miguel Graça Moura, Ferreira Lobo, Paulino Garcia, Pedro Osório, Thilo Krassman, José Marinho, Pedro Duarte, José Eduardo, Armindo Neves e Dieter Glawischnig e Ricky Sabatés.
Toca e grava com a Big-Band do Hot-Club de Portugal com Eddie Henderson, Curtis Fuller, Benny Golson, Freddie Hubbard, Bernardo Sassetti, Maria João, Mário Laginha, Perico Sambeat e Julian Arguelles.
A partir de 2002 a sua actividade passa a centrar-se prioritáriamente no ensino.
Funda a Escola de Jazz de Torres Vedras.